# کد ۱۰
کد ۱۰ (انگلیسی: Ten-code) که به صورت رسمی به نام پیام‌های ده شناخته می‌شوند کدهای اختصاری هستند که برای عبارت‌های معمول و رایج در ارتباطات صوتی به ویژه برای مجریان قانون و در پیام‌های رادیویی باند شهروندان (CB) استفاده شده‌اند.

## پیشینه

### در فرهنگ عمومی
کدهای ده به ویژه کد ۱۰–۴ (به معنی فهمیدن یا دریافت شد) اولین بار از میانه تا اواخر دهه ۱۹۵۰ به طور عمومی از طریق سریال گشت بزرگراه در تلویزیون عمومی توسط برودریک کرافورد رایج شدند.

## نمونه کدهای ۱۰
برخی از کدها:
- ۱۰–۱: دریافت بد (درست دریافت نشد)
- ۱۰–۴: تأیید می‌کنم یا فهمیدم (I acknowledge)
- ۱۰–۹: دوباره بگو
- ۱۰–۲۰: اعلام موقعیت کنید (Advise to location)
- ۱۰–۳۳: اضطراری - تمام نیروها آماده باشند
- ۱۰–۳۶: زمان درست (Correct time)

کدهای بسیاری توسط ماموران پاسخدهی اولیه منطقه‌ای یا محلی اضافه شدند که بین مناطق استاندارد نیستند و ممکن است در زمان پاسخدهی به یک رویداد مشترک مشکل ساز شوند.